# Pendule (horloge)
Pour les articles homonymes, voir pendule.

Pendule de bois.

Une pendule, au féminin, est une horloge de moyenne taille fonctionnant grâce à un pendule. Un pendule, au masculin, est le balancier d'un tel mécanisme. Leur force motrice est généralement des ressorts.
Une horloge (du grec hôra : heure ; et legein = logo : dire - parler) est un dispositif indiquant l'heure (ex. : horloge à eau, horloge à poids, horloge d'édifice…). Un mécanisme de grande ou très grande taille sera plutôt appelé horloge (même s'il est équipé d'un pendule) (ex. : horloge comtoise, horloge d'édifice, horloge régulateur…). Leur force motrice est généralement des poids.
Une pendulette est une horloge de petite taille fonctionnant à l'aide d'un pendule ou d'un balancier annulaire (balancier spiral identique à celui d'une montre). Une pendulette est souvent transportable facilement.
Une montre est, comme son nom l'indique, une horloge que l'on montre... Son usage est individuel et l'objet est facilement transportable.

## Comtoise
On qualifie de « comtoises » les horloges qui comportent deux corps de rouages indépendants (mouvement et sonnerie), placés côte à côte et intégrés dans une cage en fer démontable. L’entraînement est effectué par deux poids en fonte d’environ quatre kilogrammes, la régulation est faite par un balancier long d’environ un mètre, et une sonnerie avec décompte des heures et un coup aux demies.
Les premières horloges comtoises ont vu le jour dans le massif du Jura au XVIIe siècle, mais la période industrielle commence vers 1820. En 1845, une horloge complète était vendue entre 55 et 70 francs. Le sommet de la production se situe dans la seconde moitié du XIXe siècle. La Première Guerre mondiale marque le début de la chute de la production. Des millions de ces pendules ont été vendues dans la France entière, souvent par l’intermédiaire d’horlogers qui achetaient le mouvement, y ajoutaient la gaine en bois, et apposaient leur nom sur le cadran.

## Horloge Régulateur
Le terme de régulateur a été utilisé à la fin du XVIIIe siècle et au XIXe siècle pour désigner une horloge destinée à donner une heure de référence, en particulier pour régler ou mettre à l'heure d'autres horloges, montres ou pendules. Le terme de garde-temps est aussi utilisé. Il est en effet très difficile et très long de régler une pendule à l'aide d'un cadran solaire, ou même avec le canon du jardin du Palais Royal si on habitait Paris. Ce sont en général des horloges de parquet, avec un balancier battant la seconde, c’est-à-dire d'un mètre (oscillation de deux secondes).
Ces horloges étaient ce que l'on savait faire de plus précis, mis à part les horloges de marine dont le prix était bien plus élevé. La précision atteignait la seconde par jour dès la fin du XVIIIe siècle. Ces horloges se trouvaient chez les horlogers et dans les grandes maisons aristocratiques ou bourgeoises. Dans ce dernier cas, elles étaient richement habillées par des ébénistes.

## Pendule de cheminée
Populaire depuis le XVIIe siècle, la pendule de cheminée, placée sur une cheminée ou sur une commode n’a disparu qu’avec la fin du XIXe siècle. Il y eut toutefois encore une floraison tardive, entre 1920 et 1935, de magnifiques pendules de cheminée Art déco. Le balancier fait en général 25 centimètres, soit une oscillation complète d’une seconde.

## Mouvement de Paris[2]
Le mouvement de Paris est le mécanisme de pendule le plus couramment rencontré en France. Il équipe les marbres noir, marbre blanc, quatre colonnes, quatre glaces, pendule portique, pendule mystérieuse, pendule lyre… Quatre grands fabricants se partageaient la production : Jappy, Marti, Pons et Vincenti (qui deviendra brièvement Roux). Les mécanismes de ces fabricants sont poinçonnés à l’arrière par la dernière médaille qu'ils ont obtenue, ce qui est une aide précieuse pour les dater précisément ; ainsi, une Samuel Marti (père) sans médaille date de 1850 à 1859, une Samuel Marti (père) « médaille de bronze » est de l'année 1860 à 1888, une Samuel Marti (père & fils) « médaille d'argent » a été produite entre 1889 et 1899, une Samuel Marti (fils) « Médaille d'or » est de l'année 1900 à 1930 et une Samuel Marti « Grand Prix Paris » est de la période 1931-1939.

## Horloge d'édifice
Les horloges d'édifice sont des mécanismes permettant d'afficher l'heure sur un cadran de façade. Les premières étaient dites en cage, c'est-à-dire que le rouage était reparti tant horizontalement que verticalement. Ce n'est qu'après les travaux de Sully et Leroy retranscrits dans l'encyclopédie de Diderot et d'Alembert que la logique de fabrication passe à un fonctionnement uniquement en ligne horizontale.
Cette horloge en ligne décrite en deux pages de texte et cinq planches de dessin, n'a jamais été construite, en revanche elle a été modélisée par L'horloger de la Croix-Rousse. La modélisation a permis de mettre en avant les nombreuses erreurs dans les planches et le texte. Telle que décrite l'horloge n'est ni montable, ni fonctionnelle. Les plans de l'encyclopédie sont donc plus des illustrations que des dessins techniques.
| |
| Pendule de Sumiswald sur socle, 1850–1870 environ, on note l'emplacement pour la remonter au centre à gauche et pour remonter la sonnerie des heures au centre à droite. |

|                           |
| C.1904, Ansonia Clock Co. |

| |
| Premier système d'horloge électrique avec pour balancier un pendule à barre aimantée passant dans une bobine. |

|                                                |
| Système de fonctionnement d'un pendule commun. |

|                        |
| Pendulette de voyage . |